# Paul Guibé
Pour les articles homonymes, voir Guibé.
Paul Guibé, né le 8 octobre 1841 à Saint-Brieuc et mort le 20 septembre 1922 à Paris, est un sculpteur et peintre français. 

## Biographie
Élève de Jean-Auguste Barre, Paul Marie Guibé est tour à tour collaborateur d’Henri Chapu et de Pierre-Marie-François Ogé. Il expose au Salon de 1875 à 1881 et y reçoit deux mentions honorables en 1883 et 1885. Il est nommé officier d'académie en 1889 alors qu'il enseigne à Oran. Ses œuvres les mieux connues sont conservées dans sa ville natale.

### Carrière artistique
Paul Guibé est fréquemment cité pour avoir réalisé ses œuvres comme collaborateur. 
La chaire monumentale de la basilique Notre-Dame-d'Espérance de Saint-Brieuc, en collaboration avec Henri Chapu, est un assemblage de plusieurs centaines de pièces sculpté en bois de chêne. L’ensemble mesure environ 6,50 m de haut, 3,60 m de large et 2,40 mètres de profondeur. Pratiquement aucun des montages chevillés n’est ouvert, sauf des joints rectilignes qui permettent les dilatations et retraits du socle. Cette chaire (ou ses esquisses en plâtre) a été envoyée à Philadelphie à l'Exposition universelle de 1876.

## Œuvres

### Œuvres dans les collections publiques
- Saint-Brieuc :
  - cimetière Saint-Michel : Tombe de Charles-René Collin, en collaboration avec Pierre-Marie-François Ogé. Inserts en bronze dans un obélisque de grès[4].
  - basilique Notre-Dame-d'Espérance :
    - Chaire monumentale, en collaboration avec Henri Chapu, vers 1875-1878, bois de chêne[5] ;
    - Mausolée du chanoine Prud'Homme, en collaboration avec Pierre-Marie-François Ogé, pierre calcaire et plâtre[6].

  - musée d'Art et d'Histoire :
    - Esquisses pour la chaire monumentale de la basilique Notre-Dame-d'Espérance, en collaboration avec Henri Chapu, plâtre[7] ;
    - Paysage, huile sur toile.

Œuvres de Paul Guibé
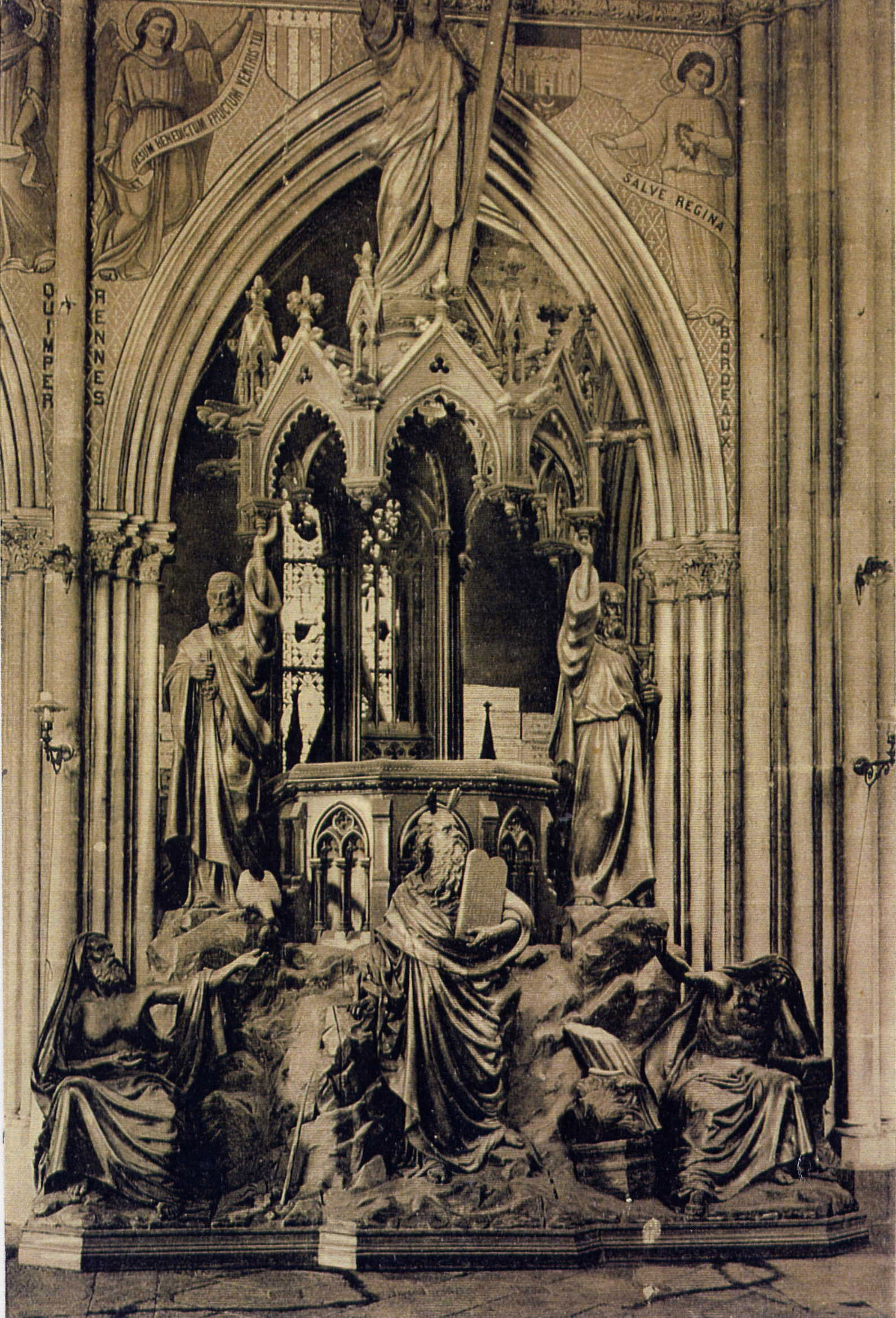
Chaire monumentale (vers 1875-1878), en collaboration avec Henri Chapu, basilique Notre-Dame-d'Espérance de Saint-Brieuc.
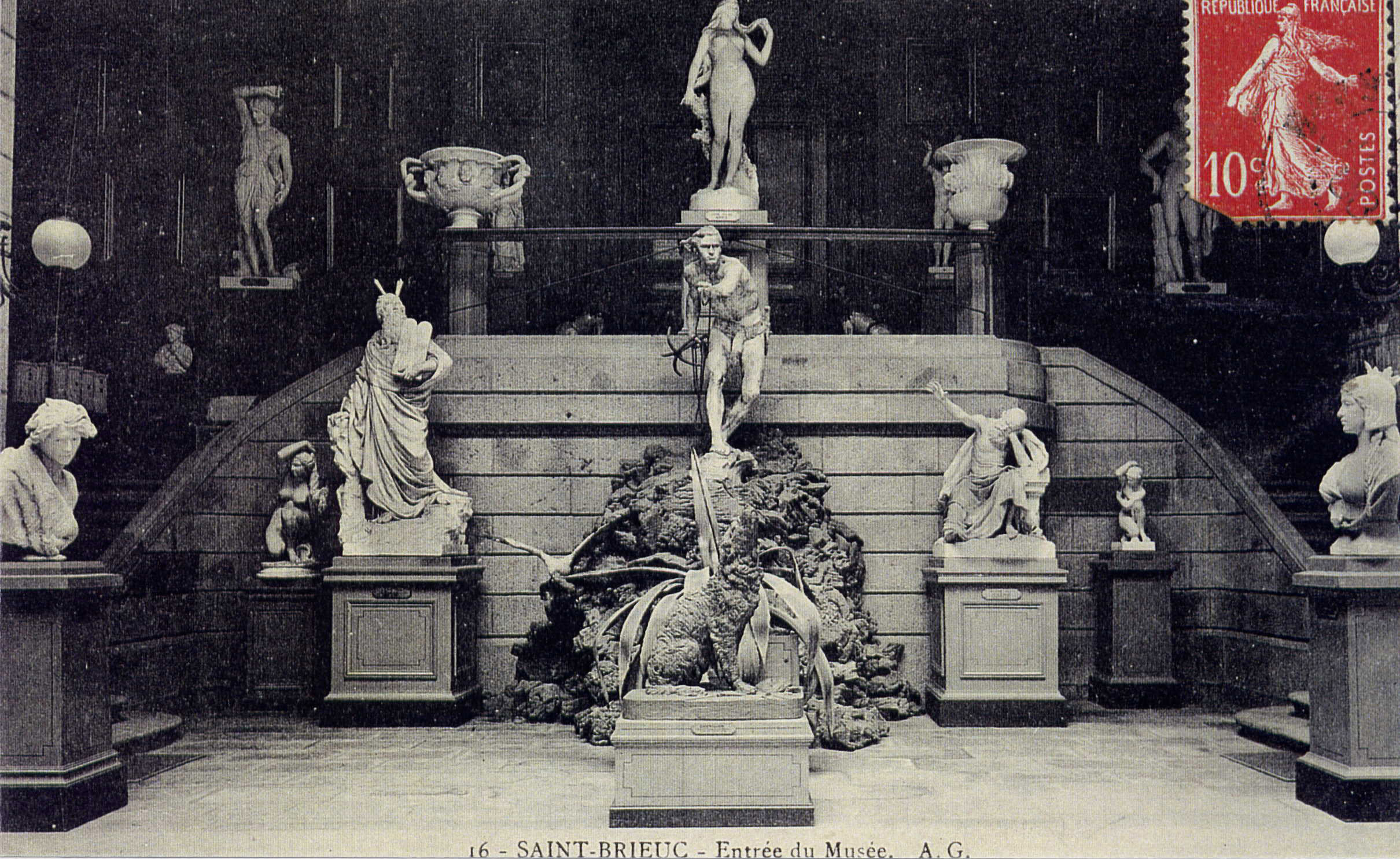
Chaire monumentale, esquisses, en collaboration avec Henri Chapu, musée d'Art et d'Histoire de Saint-Brieuc.
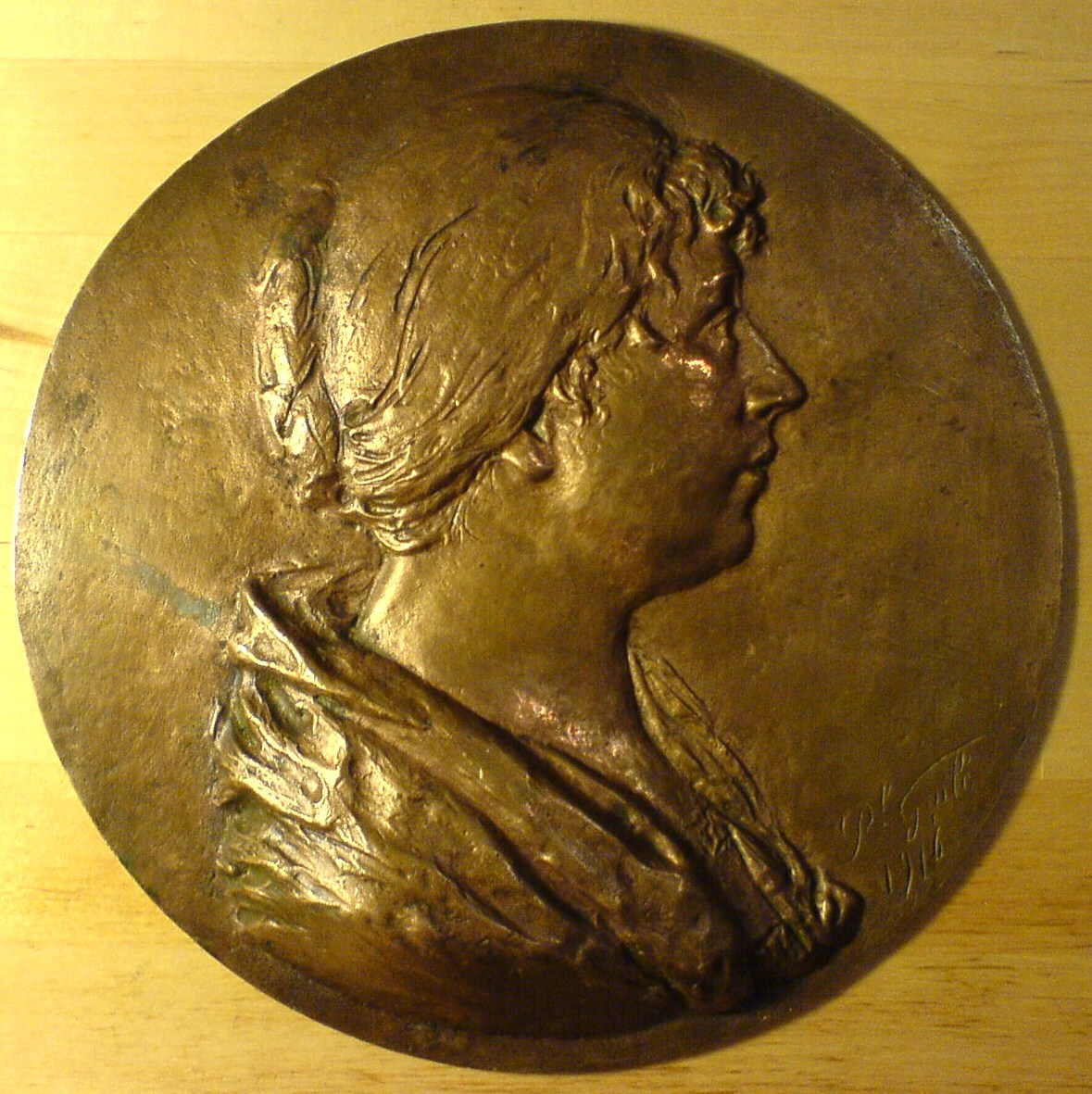
Portrait de femme (1916), médaillon de bronze, localisation inconnue.
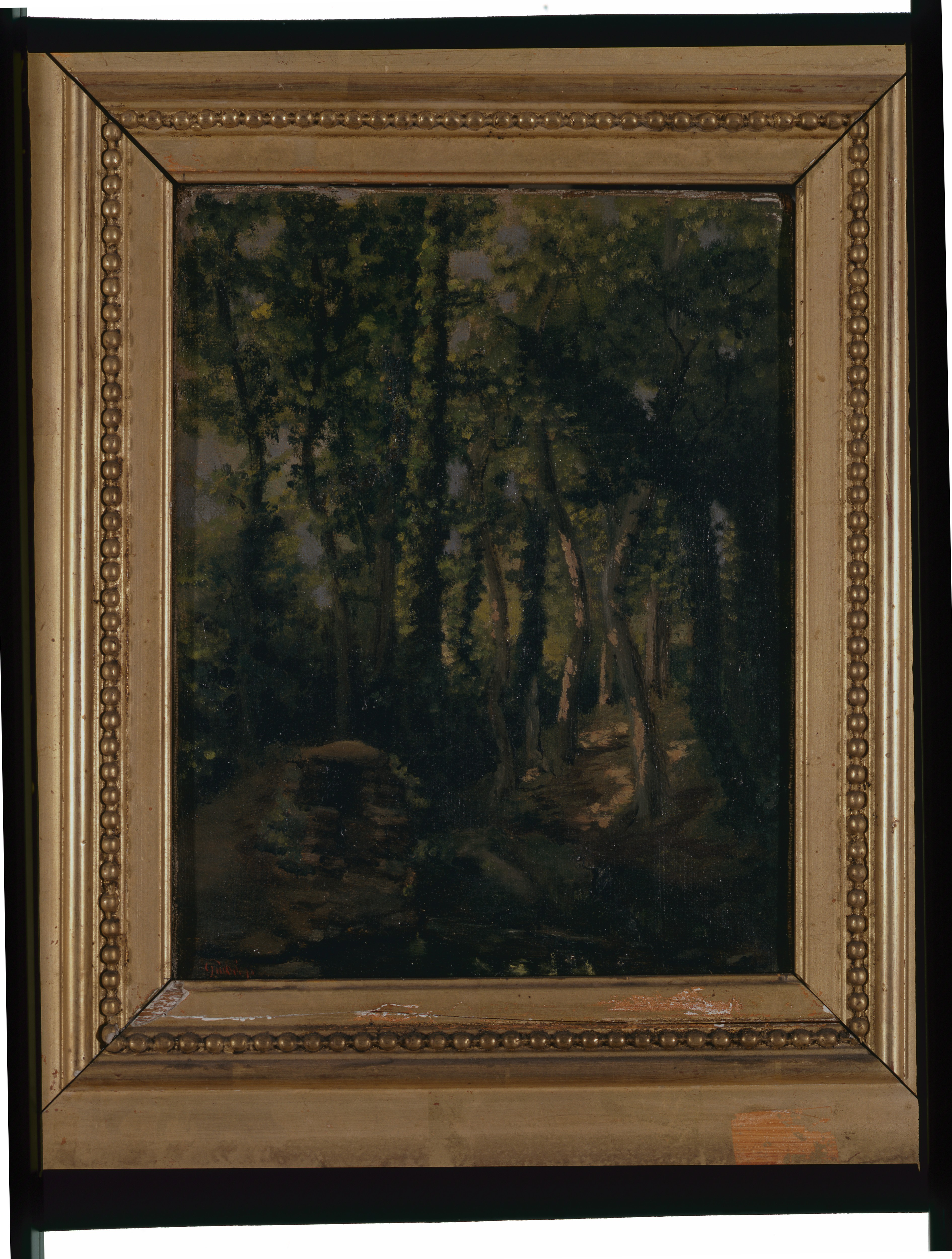
Paysage, musée d'Art et d'Histoire de Saint-Brieuc.

### Attributions
- New-York, université Fordham : Retable monumental du maître-autel, en collaboration avec Carminini (?), pierre de Poitiers, provenant de la cathédrale Saint-Patrick[8],[9].
- Saint-Brieuc, Petit Théâtre de La Passerelle : sculptures pour façade, en collaboration avec Alexandre Angier, architecte[10],[11].